# 中国人民解放军海军士官学校
中国人民解放军海军士官学校，简称海军士官学校，位于安徽省蚌埠市，隶属中国人民解放军海军，是培养水面舰艇和战勤保障部队中高级士官的专科院校。

## 沿革
- 1961年，海军炮兵学校（防空系、通讯系、海军航空兵防空训练大队、通信训练大队)分出，建立中国人民解放军海军航空兵第四学校。
- 1969年，撤销海军航空兵第四学校。
- 1977年11月，复校，更名中国人民解放军海军第二航空机务学校。
- 1986年，撤销海军第二航空机务学校。主体部分改建海军蚌埠士官学校；部分并入海军航空技术专科学校；部分并入海军航空工程学院。
- 1986年11月，在原海军第二航空机务学校的基础上，成立中国人民解放军海军蚌埠士官学校。这是中国人民解放军全军首创的两所士官学校之一，也是中华人民共和国第一所专门培养海军士官人才的学校[1][2]。
- 2017年，在深化国防和军队改革中，更名中国人民解放军海军士官学校[3]。

## 历任领导
| 校长 1. 徐宝刚（2009年11月前-2012年7月后） 2. 毛国杰（2014年7月前-） | 政治委员 1. 顾正权（2009年11月前-2015年11月后） |